# Gangdong-gu
Gangdong-gu es uno de los 25 gu que componen la ciudad de Seúl, Corea del Sur. Gangdong es, literalmente, "al este del Río Han". Se encuentra en el lado este de la ciudad. El Puente Cheonho conecta Gangdong-gu y Gwangjin-gu.

## Divisiones administrativas

- Gangil-dong (Hangul:강일동 Hanja:江一洞)
- Godeok-dong (Hangul:고덕동 Hanja:高德洞)
- Gil-dong (Hangul:길동 Hanja:吉洞)
- Dunchon-dong (Hangul:둔촌동 Hanja:遁村洞)
- Myeongil-dong (Hangul:명일동 Hanja:明逸洞)
- Sangil-dong (Hangul:상일동 Hanja:上一洞)
- Seongnae-dong (Hangul:성내동 Hanja:城內洞)
- Amsa-dong (Hangul:암사동 Hanja:岩寺洞)
- Cheonho-dong (Hangul:천호동 Hanja:千戶洞)